# أولوف أولسون
أولوف أولسون (بالسويدية: Olof Ohlsson)‏ (4 أكتوبر 1888 بإسكيلستونا في السويد - 21 يوليو 1962 في السويد) هو لاعب كرة قدم سويدي في مركز الهجوم، شارك في الألعاب الأولمبية الصيفية 1908. وشارك مع منتخب السويد لكرة القدم. أما مع النوادي، فقد لعب مع نادي إسكيلستونا.

## وصلات خارجية
- أولوف أولسون على موقع الاتحاد الدولي (مؤرشف)  (الإنجليزية)
- أولوف أولسون على موقع اتحاد السويد (السويدية)
- أولوف أولسون على موقع قاعدة بيانات كرة القدم.إي يو (الإنجليزية)
- أولوف أولسون على موقع ناشيونال فوتبول تيمز (الإنجليزية)
- أولوف أولسون على موقع أوليمبيديا (الإنجليزية)
- أولوف أولسون على موقع اللجنة الأولمبية السويدية (السويدية)